# Сарајево
Сарајево је главни и највећи град Босне и Херцеговине. Такође је главни град Федерације Босне и Херцеговине и седиште Сарајевског кантона. Град Сарајево чине четири општине: Центар, Нови град, Ново Сарајево и Стари град. Према попису из 2013. у самом административном граду Сарајеву живи 275.524 лица, у урбаном подручју 405.000, а у метрополитанском преко 550.000. Налази се у области Босне, окружен Динаридима и смештен уз реку Миљацку у средишту Балкана.
Сарајево је град бурне историје, која је неретко имала утицаја и на глобална дешавања. Тако је 1914. у Сарајеву убијен аустроугарски престолонаследник Франц Фердинанд, што је искоришћено као повод за Први светски рат, а седамдесет година касније, 1984. године, у граду се одржавају 14. Зимске олимпијске игре. Почетком 1990-их десио се рат у Босни и Херцеговини, док је након потписивања Дејтонског споразума протерано више од 120.000 Срба из Сарајева. Од делова предратног града Сарајева који су ушли у састав Републике Српске формиран је град Источно Сарајево.
Град Сарајево је седиште највеће високошколске установе у земљи, Универзитета у Сарајеву, те низа других високошколских установа, чиме се сврстава у ред највећих универзитетских центара у целој регији југоисточне Европе. Уз неколико националних и градских театарских кућа, музеја и културних институција, Сарајево је и важно место на културној мапи овог дела европског континента.
Године 2011. Сарајево је било међу номинованима за европску престоницу културе 2014. Изабран је за домаћина Европског олимпијског фестивала младих 2019. Поред тога, Сарајево је у октобру 2019. било део Унескове Мреже креативних градова јер је културу ставио у средиште својих развојних стратегија. Такође је проглашен једним од осамнаест градова филма на свету.

## Географија
Сарајево се налази у самом географском средишту Босне и Херцеговине и заузима површину од 142 km². Смештено је у композитној Сарајевској котлини, која се пружа од истока према западу, у плодном Сарајевском пољу. И док су централни делови града углавном смештени у низини Сарајевског поља, најважнија градска предграђа налазе се на падинама околних брегова и брда.
Најстарији делови града (Вратник, Бистрик, Хрид, Ковачи, Алифаковац) су на падинама околних брегова. Просечна надморска висина Сарајевског поља је 500 m. Најзападнија тачка поља је на 18° 16' источне географске дужине. Крајња источна тачка је на 18° 27' источне географске дужине, најсјевернија је 43° 53’ сјеверне географске ширине, а најјужнија је на 43° 47' сјеверне географске ширине.
Центар града Сарајева лежи на надморској висини од 511 m изнад површине мора, док виши делови града и приградска насеља на падинама околних планина леже на просечној надморској висини од 900 m над морем. Град окружују олимпијске планине које досежу и 2.000 m висине: Бјелашница, Јахорина, Игман, Трескавица и Требевић.
Миљацка је река која највећим делом протиче кроз град Сарајево, од истока према западу. Дуга је 35,9 km, а настаје од неколико врела у подножју планина Романије и Јахорине. Паљанска Миљацка (12,9 km) извире на Палама, док Мокрањска Миљацка извире у Кадином Селу. Неколико километара источно од Сарајева, у селу Довлићи, ове две притоке се спајају у реку Миљацку. Река даље тече на запад, у Сарајево, одакле наставља свој пут према реци Босни у коју се улива.
У западном делу Сарајевског поља, на подручју приградског насеља Илиџа, настаје и једна од највећих река у Босни и Херцеговини, река Босна, и то од тридесетак мањих извора у подножју планине Игман, стварајући тако јединствен парк природе — Врело Босне, једно од омиљених излетишта Сарајлија.
Поред река Босне, Жељезнице и Миљацке, остали већи стални водотоци су: Зујевина, Љубина, Мисоча, Ставња, Тилава, Добриња, Бијела ријека, Црна ријека, Ракитница, Мошћаница, Вогошћанска ријека и др.
Водопад Скакавац, висок 98 m, се налази 12 km од центра града и представља једно од природних богатстава Босне и Херцеговине.

### Клима
Клима у Сарајеву је са јаким утицајима континенталне климе. Просечна годишња температура износи 10,1 °C, а просечна количина падавина је 928 mm. Најтоплији месеци су јул и август, а најхладнији је јануар. Највише падавина је у месецу јуну, док је најмање у фебруару и августу. Најнижа забележена температура је −26,8 °C (јануар), а највиша 40,0 °C (август). Најсушнија година у Сарајеву била је 2012, када је у граду пало само 425 mm падавина. Сарајево просечно има око 85 дана годишње са температуром изнад 30 °C. Сунчаних сати годишње има 1.769.
| Клима Сарајева                  | Клима Сарајева | Клима Сарајева | Клима Сарајева | Клима Сарајева | Клима Сарајева | Клима Сарајева | Клима Сарајева | Клима Сарајева | Клима Сарајева | Клима Сарајева | Клима Сарајева | Клима Сарајева | Клима Сарајева |
| Показатељ \ Месец               | .Јан.          | .Феб.          | .Мар.          | .Апр.          | .Мај.          | .Јун.          | .Јул.          | .Авг.          | .Сеп.          | .Окт.          | .Нов.          | .Дец.          | .Год.          |
| ------------------------------- | -------------- | -------------- | -------------- | -------------- | -------------- | -------------- | -------------- | -------------- | -------------- | -------------- | -------------- | -------------- | -------------- |
| Апсолутни максимум, °C (°F)     | 18,2 (64,8)    | 21,4 (70,5)    | 26,6 (79,9)    | 30,2 (86,4)    | 33,2 (91,8)    | 35,9 (96,6)    | 38,2 (100,8)   | 40,0 (104)     | 37,7 (99,9)    | 32,2 (90)      | 24,7 (76,5)    | 18,0 (64,4)    | 40,0 (104)     |
| Максимум, °C (°F)               | 3,7 (38,7)     | 6,0 (42,8)     | 10,9 (51,6)    | 15,6 (60,1)    | 21,4 (70,5)    | 24,5 (76,1)    | 27,0 (80,6)    | 27,2 (81)      | 22,0 (71,6)    | 17,0 (62,6)    | 9,7 (49,5)     | 4,2 (39,6)     | 15,8 (60,4)    |
| Просек, °C (°F)                 | −0,5 (31,1)    | 1,4 (34,5)     | 5,7 (42,3)     | 10,0 (50)      | 14,8 (58,6)    | 17,7 (63,9)    | 19,7 (67,5)    | 19,7 (67,5)    | 15,3 (59,5)    | 11,0 (51,8)    | 5,4 (41,7)     | 0,9 (33,6)     | 10,1 (50,2)    |
| Минимум, °C (°F)                | −3,3 (26,1)    | −2,5 (27,5)    | 1,1 (34)       | 4,8 (40,6)     | 9,0 (48,2)     | 11,9 (53,4)    | 13,7 (56,7)    | 13,7 (56,7)    | 10,0 (50)      | 6,4 (43,5)     | 1,9 (35,4)     | −1,8 (28,8)    | 5,4 (41,7)     |
| Апсолутни минимум, °C (°F)      | −26,8 (−16,2)  | −23,4 (−10,1)  | −26,4 (−15,5)  | −13,2 (8,2)    | −9,0 (15,8)    | −3,2 (26,2)    | −2,7 (27,1)    | −1,0 (30,2)    | −4,0 (24,8)    | −10,9 (12,4)   | −19,3 (−2,7)   | −22,4 (−8,3)   | −26,8 (−16,2)  |
| Количина падавина, mm (in)      | 68 (2,68)      | 64 (2,52)      | 70 (2,76)      | 77 (3,03)      | 72 (2,83)      | 90 (3,54)      | 72 (2,83)      | 66 (2,6)       | 91 (3,58)      | 86 (3,39)      | 85 (3,35)      | 86 (3,39)      | 928 (36,54)    |
| Дани са кишом                   | 8              | 10             | 13             | 17             | 17             | 16             | 14             | 13             | 15             | 13             | 12             | 11             | 159            |
| Дани са снегом                  | 10             | 12             | 9              | 2              | 0,2            | 0              | 0              | 0              | 0              | 2              | 6              | 12             | 53             |
| Релативна влажност, %           | 79             | 74             | 68             | 67             | 68             | 70             | 69             | 69             | 75             | 77             | 76             | 81             | 73             |
| Сунчани сати — месечни просек   | 57,1           | 83,8           | 125,6          | 152,3          | 191,7          | 207,1          | 256,3          | 238,2          | 186,6          | 148,8          | 81,2           | 40,7           | 1.769,4        |
| Извор #1: Pogoda.ru.net         |                |                |                |                |                |                |                |                |                |                |                |                |                |
| Извор #2: NOAA (сун, 1961—1990) |                |                |                |                |                |                |                |                |                |                |                |                |                |

## Историја

### Античко доба
Сарајевска област је била настањена још од млађег неолитског доба. Из тог времена датира Бутмирска култура коју су открили аустроугарски археолози још 1893. године. Култура је била јединствена по својој развијеној грнчарији и занатству. На истом подручју касније се развила и Гласиначка култура, која припада Халштатском периоду.
У предримско доба, ову област су настањивали Илири, који су коначно потпали под власт Римског царства на почетку 1. века нове ере. Подручје око данашњег Сарајева припадало је римској провинцији Далмацији. Римска колонија Aquae Sulphurae постојала је изнад данашње Илиџе. Од Римљана су овај простор преотели Источни Готи. Царска власт је краткотрајно обновљена за време владавине Јустинијана I.

### Средњовековна Врхбосна
Словени су населили област током 6. и 7. века. У раном средњем веку, стара Босна је била саставни део српске државе, што је посведочено у делима византијског цара Константина Порфирогенита.
Током 12. века, Босна је стекла обласну самоуправу на челу са својим бановима. На подручју око данашњег Сарајева постојала је жупа Врхбосна око истоименог места. Према традицији, најстарији хришћански храм у тој области саграђен је на Врелу Босне, док документи сведоче да је 1238. године у Врхбосни саграђен катедрални храм Светог Павла. Насеље и жупа Врхбосна су посведочени у изворима из 1244. и 1263. године.
Почетком 15. века, жупа Врхбосна се нашла на удару Турака, који су успоставили своја упоришта у тој области између 1429. и 1451. године. Након коначног освајања Босне 1463. године створен је Босански санџак, а на месту старе Врхбосне развио се нови град — Сарајево. Иван Јастребов наводи податак да су Турци имали обичај давати освојеним градовима нова имена, па наводи Сарајево које се раније звало Златни До.

### Нововековно Сарајево
Интензивни развој занатства и трговине брзо су од Сарајева створили богат град, раскрсницу религија и култура, трговачких путева и свакојаких путника. У 16. веку то је био један од најбогатијих градова на овом подручју Балкана, када су изграђене и неке капиталне грађевине које и дан-данас представљају бисере архитектуре и цивилизације тог доба. Тада је у Сарајеву, као задужбина Гази Хусрев-бега, отворена и Висока школа, која је у готово свему подсећала на универзитете у другим великим градовима Европе.
За време турске власти, у Сарајево се досељавају Јевреји истерани из Шпаније, који граде своје синагоге; граде се и православне, а затим и католичке цркве. Као ниједан град у Европи, Сарајево је — стешњено између планина — нашло у себи простора за све три велике светске религије, културе и цивилизације. Суживот који је трајао вековима створио је нове вредности, рекло би се један нови културни и религијски склад који је одолевао многим историјским изазовима.
Живот у Сарајеву је 1930-их био 30% скупљи него у Београду, због високих трошкова превоза.

### Православље у Сарајеву
Православна црква у Сарајеву је постојала у 16. веку. По народном предању цркву је измолио слуга султановог зета и везира Усреф-бега. Бег је пристао да након градње турске џамије, тај слуга Србин подигне цркву „али величине биволеће коже”. Историјски записи кажу да је изгорела иста богомоља 8. јула 1556. године, у време епископа Исаије. Православни Срби су након тога изабрали између себе неколико угледних људи, који су имали да прикупљају грађу и надзиру градњу цркве. Арханђелски храм је и касније током ратова спаљиван и пљачкан. Срби Сарајлије су откупили многе црквене ствари од пљачкаша, међу којима и Св. Текле, које је српски патријарх Арсеније IV Јовановић поклонио сарајевској цркви августа 1737. године. Патријарх се бавио тада у Сарајеву 111 дана. Од 1717. године када је митрополит Дабробосански Милентије преместио своју столицу у Сарајево, та „Саборна црква” је добила праве размере. Постављен је нови темпло, са иконама украшен и позлаћен „иждивенијем сребрник господина митрополита Д-Б. кир Милентија Миленковића”. Градња се отегла до 3. јуна 1730. године, али већ 1749. године црквено кубе се начело од земљотреса, тако да се 1751. године са страхом (због опасности рушења) улазило у њу. Тих година је паша Кукавица утврђивао сарајевског града зидине. Допустио је мајсторима градитељима Србима да свако вече по прекиду посла „могу по један камен понети” за оправку црквеног кубета. Заиста, 1752. године црква је оправљена а освештао га је нови митрополит Пајсије Лазаревић, претходни архимандрит манастира Пиве. Следећи радови 1762. године су се односили на проширење црквених врата и прозора, порте и врата на њој. Такође су изграђиване и тврде магазе једна као остава у порти али и још седам споља које су издаване трговцима. У цркви је крајем 19. века са леве стране била мала капелица тзв. Параклис са часном трпезом, посвећен празнику Покрову Пресвете Богородице. Ту се сваке године о том празнику служила литургија 1. октобра. Још 1735. године отворена је српска народна школа уз нову цркву.
Друга сарајевска православна црква је зидана половином 19. века а посвећена је Пресветој Богородици. Налазила се готово у тадашњем центру града, са десне стране Миљацке. Доминирала је у околини са позлаћеним крстом и јабуком на врху торња. Положен је темељ 13. јуна 1863. године, а завршена је 1872. године. Сва је од камена, чак је и „аршин зидана туцаником” да би се заштитила од влаге. Њене димензије су биле: дуга 50 аршина, широка 30, а висока до крова 20 аршина. Црквени звоник постављен над западним вратим био је висок 58 m. Црква је имала пет кубета, од којих је треће („труло”) највеће. Све је то покривено оловом и каменим плочама. Због чак 42 прозорска отвора, храм је био превише осветљен а што је узето као „велика мана”. У цркву се поред позлаћеног архијерејског трона налази и један мањи посребрени „архимандритски” и други за „земаљског владара”. Темпло је такође било позлаћено учвршћено за два олтарска стуба. Правили су га и позлатили Руси мајстори, а износ од 2000 цекина узео је предузимач Иванов. Иконе на иконостасу су руске, прављене се у Сергијевском манастиру близу Петрограда, трудом његовог архимандрита Игњатија. Готове иконе, две мање плаштанице и прилоге у новцу које је скупљао и код царске породице послао је пожртвовани Игњатије у Сарајево. Око цркве је портанска ограда са позлаћено-гвозденим решеткама, а у порти цвеће и воће посађено. Готову другу сарајевску цркву осветио је на Илиндан 1872. године митрополит Пајсије уз саслужење 76 свештеника. У време свечаности коју је пратило 10.000 православаца, били су присутна свих шест конзула, а обе паше (војни и цивилни) су били смештени преко пута у кући Симе Одовића. Почасна стража је била испред куће, а град је био пун војске која је чувала безбедност гостију. Тада је рукоположен за архимандрита Сава Косановић. Он ће по вољи руског цара Александра II ићи ускоро у Русију да скупља прилоге и украсе за храм. Остале су Сарајлије дужне 3500 цекина утрошених за градњу. Сава је био успешан у својој мисији; вратио се са пуно дарова (књига, икона, одежди, сасуди и утвари) и 2000 цекина у новцу. За његов успех био је заслужан Рус, Нил Попов професор на Московском универзитету. Турски султан је под притиском страних сила издао ферман о градњи те велике српске цркве чак је и са 500 цекина помогао. Исто толико цекина дао је и кнез српски Михајло. Много је било приложника и радника на грађевини, а највише су се трудили Срби трговци — домаћи али и Срби Дубровчани, Тршћани, Бечлије и Београђани; на све што су појединци давали, они су још по трећину износа на то додавали.
Радила је у Сарајеву 1857. године српска народна четвороразредна школа коју су похађала деца из ближе и даље околине. Управитељ српских школа (града и околине) био је у то време Симо Самоуковић; најстарији учитељ сарајевске школе је тада био Нестор Гојковић.

### Европски токови
Доласком аустроугарске управе на ове просторе 1878. године, до тада углавном оријентални град Сарајево улази у западну Европу крајем 19. века. То је време снажног продирања западноевропске културе, привреде, обичаја и других цивилизацијских вредности на ове просторе. Тада се у Сарајеву граде модерне фабрике, отварају школе западног типа, а град се обогаћује западноевропском културом и архитектуром; отвара се и Земаљски музеј, једна од најзначајнијих институција културе на Балкану, данас нажалост затворена.
У Сарајеву се одиграо атентат на аустроугарског престолонаследника Франца Фердинанда, и то на Видовдан (28. јуна) 1914. године. Догађај је био покретница/повод за Први светски рат. Српска војска под војводом Степом ослободила је Сарајево у новембру 1918.
Након рата, град је дошао на маргину интереса тадашњег режима и династије Карађорђевића, а може се рећи да је Сарајево између два светска рата стагнирало, па и назадовало. Сарајево је седиште епонимне области у време КСХС, а затим Дринске бановине у време КЈ. Споменик краљу Петру је откривен 11. новембра 1923.
Иза Другог светског рата у Сарајеву се развија индустрија, школство, култура и многе друге институције, које га чине метрополом и главним градом Социјалистичке Републике Босне и Херцеговине. У том периоду оснива се и универзитет савременог европског типа, опера, мноштво музеја и галерија, научних института и др. Град расте на више од 400.000 становника. Таквом космополитском и модерном граду свет поверава организовање 14. Зимских олимпијских игара, које су са великим успехом и одржане 1984. године.
Након распада СФРЈ, Сарајево је постало главни град Босне и Херцеговине. Током Рата у Босни и Херцеговини (1992—1995), град је био под опсадом Војске Републике Српске 1.347 дана (у периоду 6. април 1992. — 14. децембар 1995), а од тада се 6. април слави као Дан Града Сарајева. Након рата, од дела предратних општина у којима су Срби били већина, основано је Источно Сарајево.

## Политика
Град Сарајево се састоји од четири општине: Стари град, Центар, Ново Сарајево и Нови град, а заједно са суседним општинама чини Кантон Сарајево, који је у саставу Федерације Босне и Херцеговине.
Град Сарајево је пре рата у Босни и Херцеговини чинило десет општина: Вогошћа, Илијаш, Илиџа, Нови град, Ново Сарајево, Пале, Стари град, Трново, Хаџићи и Центар.
Након потписивања Дејтонског мировног споразума и реинтеграције појединих насеља, настаје Кантон Сарајево, унутар ког се формира Град Сарајево из четири општине.
Са друге стране, делови општина прератног града Сарајева који су остали у Републици Српској чине град Источно Сарајево. Источно Сарајево се до одлуке Уставног суда о неуставности назива звало Српско Сарајево. Град Источно Сарајево чине општине Источни Стари Град, Источна Илиџа, Источно Ново Сарајево, Пале, Трново и Соколац.

## Становништво
Број становника у Сарајеву се видљиво повећава; 1910. године Сарајево је имало 57.040 становника, 1931. године 78.180, а 1961. 175.424 становника.
Према Попису становништва БиХ из 1991. године, Град Сарајево (подручје свих десет општина) имало је 527.049 становника. Насељено место Сарајево, имало је по истом попису 416.497 становника. Осталих 110.552 становника живело је у 335 насељених места, у 10 општина. Према коначним подацима Пописа становништва БиХ 2013. године за Федерацију БиХ које је издао Федерални завод за статистику а преузела и објавила Агенција за статистику Босне и Херцеговине, у Граду Сарајеву је пописано 275.524 лица, док је у Кантону Сарајево пописано њих 413.593.
Срби су протерани из Сарајева након Одбрамбено-отаџбинског рата, а на нивоу Федерације БиХ сведени на статистичку грешку.
| Националност           | 1991. | 1981. | 1971. | 1961.   | 1953.   | 1948.   |
| Срби                   |       |       |       | 69.776  | 52.687  | 40.914  |
| Југословени            |       |       |       | 38.273  | 45.776  |         |
| Муслимани              |       |       |       | 26.520  |         |         |
| Хрвати                 |       |       |       | 31.053  | 29.903  | 26.486  |
| Црногорци              |       |       |       | 4.539   | 3.193   | 1.846   |
| Словенци               |       |       |       | 1.375   | 1.476   | 1.408   |
| Албанци                |       |       |       | 1.183   |         |         |
| Македонци              |       |       |       | 591     | 445     | 323     |
| Чеси                   |       |       |       |         | 361     | 530     |
| Мађари                 |       |       |       | 296     |         |         |
| Руси                   |       |       |       |         | 281     |         |
| Пољаци                 |       |       |       |         | 58      |         |
| Роми                   |       |       |       | 19      |         |         |
| Италијани              |       |       |       |         |         |         |
| Немци                  |       |       |       |         |         |         |
| Бугари                 |       |       |       |         |         | 49      |
| Русини и Украјинци     |       |       |       |         | 61      |         |
| остали Словени         |       |       |       |         | 92      |         |
| остали несловени       |       |       |       |         | 1.950   |         |
| неопредељени муслимани |       |       |       |         |         | 39.328  |
| Остали и непознато:    |       |       |       | 1.799   |         | 2.885   |
| Укупно:                | —     | —     | —     | 175.424 | 136.283 | 113.769 |

| Националност        | 2013.            | 1991.            | 1981.            | 1971.            |
| Муслимани/Бошњаци   | 222.457 (80,74%) | 182.369 (50,49%) | 130.621 (43,01%) | 111.501 (46,80%) |
| Срби                | 10.422 (3,78%)   | 92.560 (25,63%)  | 74.199 (24,43%)  | 73.464 (30,81%)  |
| Хрвати              | 13.604 (4,94%)   | 24.280 (6,72%)   | 25.850 (8,51%)   | 30.394 (12,75%)  |
| Југословени         | —                | 46.741 (12,94%)  | 61.175 (20,14%)  | 11.742 (4,92%)   |
| Остали и непознато: | 29.041 (10,54%)  | 15.229 (4,22%)   | 11.857 (3,90%)   | 11.308 (4,74%)   |
| Укупно:             | 275.524 (00,00%) | 361.179 (00,00%) | 303.702 (00,00%) | 238.409 (00,00%) |

|             | \| Демографија[1][22] \| Демографија[1][22] \| Демографија[1][22] \| \| Година \| Становника \| Становника \| \| ------------------ \| ------------------ \| ------------------ \| \| 1910. \| 57.040 \| \| \| 1931. \| 78.180 \| \| \| 1948. \| 113.769 \| \| \| 1953. \| 136.283 \| \| \| 1961. \| 175.424 \| \| \| 1971. \| 238.409 \| \| \| 1981. \| 303.702 \| \| \| 1991. \| 361.179 \| \| \| 2013. \| 275.524 \| \| |            |
| Демографија | |            |
| Година      | Становника | Становника |
| 1910.       | 57.040 |            |
| 1931.       | 78.180 |            |
| 1948.       | 113.769 |            |
| 1953.       | 136.283 |            |
| 1961.       | 175.424 |            |
| 1971.       | 238.409 |            |
| 1981.       | 303.702 |            |
| 1991.       | 361.179 |            |
| 2013.       | 275.524 |            |

## Религија
Конфесионална слика Сарајева је јединствена у Европи, а због њене разноликости град се неретко пореди са Јерусалимом и Њујорком. Сарајево је седиште реис-ул-улеме, поглавара Исламске верске заједнице у Босни и Херцеговини, седиште Митрополије дабробосанске Српске православне цркве, те седиште Врхбосанске надбискупије Римокатоличке цркве у Босни и Херцеговини.
Урбану слику града красе сакрални објекти четири најважније светске конфесије. Бројне џамије, цркве, катедрале, синагоге, као и остали значајни верски објекти, налазе се у самом центру града Сарајева, смештени тек стотињак метара једни од других, што се и не виђа тако често у другим европским и светским градовима и метрополама.

## Привреда
Након деценија комунизма и година рата, привреда Сарајева је постала предмет реконструкције и рехабилитације. Међу бројним економским знаковима, Централна банка Босне и Херцеговине отворена је у Сарајеву 1997. године, док је Сарајевска берза почела са радом 2002. године. Велика градска база производње, администрације и туризма, комбинована са великим неформалним тржиштем, чини град највећим економским регионом Босне и Херцеговине.
Иако је Сарајево имало велику индустрију током периода комунизма, само је пар постојећих послова учинило транзицију на капиталистичку привреду успешном. Сарајевска индустрија сада укључује индустрију дуванских производа (ФДС), намештаја, аутомобила, те комуникацијске опреме. Компаније смештене у Сарајеву су Б&Х ерлајнс (пријашни Ер Босна), БХ телеком, Босмалов градски центар, Босналијек, Енергопетрол, Фабрика дувана Сарајево, Сарајевска пивара итд.
Сарајево има јаку туристичку индустрију, а Лонли планет је граду доделио одлично 43. место на списку најбољих градова у свету у 2006. години. Спортски туризам користи постројења од олимпијских игара из 1984, посебно скијашка средства на оближњим планинама Бјелашнице, Игмана, Јахорине, Требевића и Трескавице. 600 година историје Сарајева, уз деловање западних и источних царстава, такође је велика туристичка атракција. Сарајево је услуживало путнике током векова, јер је представљало важан тржни центар током Османског царства и периода Аустроугарске. Примери популарних дестинација у Сарајеву су Врело Босне, Сарајевска катедрала и Гази Хусрев-бегова џамија.

### Саобраћај
Положај Сарајева у долини између планина га чини компактним. Уске градске улице и недостатак паркинга ограничавају аутомобилски саобраћај али дозвољавају бољу пешачку и бициклистичку покретност. Две главне улице у граду су Титова и Змај од Босне. Коридор 5Ц пролази кроз Сарајево повезујући га са Будимпештом на северу и са Плочама на југу.
Електрични трамваји, који су у служби од 1885, најстарија су врста јавног превоза у граду. Постоји седам трамвајских и четири тролејбуске линије, те много аутобуских. Главна железничка станица у Сарајеву се налази у северном делу града.
Међународни Аеродром Сарајево (СЈЈ) смештен је само пар километара југозападно од града. Током рата аеродром се користио за летове УН-а и транспорт хуманитарне помоћи. Од Дејтонског споразума из 1996. године, аеродром је отворен за комерцијалне летове у које спадају понајвише летови босанскохерцеговачке националне авио-компаније Б&Х ерлајнс, а затим и они осталих светских авио-превозника као што су Остријан ерлајнс, Алиталија, Луфтханза, Јат ервејз, Кроација ерлајнс и др. У 2004. години, 397.000 путника је пропутовало кроз Сарајевски аеродром, за разлику од само 25.000 из 1996. године. Данас се аеродром налази пред колапсом, а разлози за то су многобројни: почев од опште небриге власти и саме управе, па све до — специфичније говорећи — директног упропашћавања аеродрома од стране Теркиш ерлајнса, који је као партнерска компанија аеродромом управљао одређен временски период и битно утицао на његово економско ослабљивање.

## Култура
Сарајево је било дом многих различитих религија и етничких група вековима, дајући граду бројне културе. Бошњаци, Срби, Хрвати, Јевреји, и Словенци су делили град. Данашње становништво града већином представљају Бошњаци, али у прошлих пар година видљиво је повећање досељеника из источне Азије.
Град је богат музејима, укључујући Музеј Сарајева, Арс Аеви музеј уметности, Земаљски музеј (отворен 1888. и дом сарајевске Хагаде) Историјски музеј Босне и Херцеговине и Музеј литературе и театралне уметности Босне и Херцеговине. У граду је такође смештено Народно позориште, основано 1919, као и Сарајевски ратни театар. Друге културне институције укључују Сарајевски културни центар, Сарајевску библиотеку, Уметничку галерију БиХ и Бошњачки институт.
Уништавања везана за рат, као и реконструкција бројних уништених институција и културних и верских симбола, укључујући Гази Хусрев-бегову библиотеку, Националну библиотеку, Сарајевски оријентални институт те Музеј посвећен олимпијским играма 1984, довели су до тога да се на различитим нивоима владе донесу и утемеље јаки закони за заштиту културе и културних институција.
Историјски, Сарајево је било дом бројних познатих босанских песника и мислиоца током Османског царства. Добитник Нобелове награде Владимир Прелог је Сарајлија, као и оскаровац Данис Тановић. У Сарајеву је рођен и кипар Јосип Ивановић, један од највећих савремених кипара ових простора.
Сарајево филм фестивал, покренут 1995, постао је премијерни филмски фестивал на Балкану. Сарајевска Зима и Сарајевски џез фестивал такође су веома познати, као и Башчаршијске ноћи, које представљају месечни културни, музички и плесни догађај.
Сарајевска школа поп-рока се развила у граду између 1961. и 1991. Ова врста музике је почела са бендовима (попут Индекса, Бијелог дугмета (Јутро (група)), Тешке индустрије, Амбасадора, Про Артеа, Вомбај штампе, Ватреног пољупца), и певача/текстописца Кемала Монтена (1948—2015). Наставила је са развојем у 1980-им, са СЦХ, Плавим оркестром, Забрањеним пушењем и Црвеном јабуком, завршавајући ратом у 1992. Након рата, ирска рок група U2 је била прва група која је после рата свирала у граду. Од певача значајно је навести следеће: Здравко Чолић, Хајрудин Варешановић, Јадранка Стојаковић, Дино Мерлин, Сеид Мемић Вајта...

## Комуникације и медији
Као главни и највећи град Босне и Херцеговине, Сарајево је највећи центар медија у земљи. Већина комуникационих и медијских инфраструктура је уништена током рата, али реконструкција коју је водио високи представник Босне и Херцеговине је помогла модернизацији индустрије. На пример, интернет је постао доступан у граду 1995. године.
Ослобођење, основано 1943, најстарије су сарајевске дневне новине и једине које су преживеле рат. Ипак, ове новине су по рејтингу иза најчитанијег Дневног аваза, основаног 1995, те Јутарњих новина. У друге локалне периодичне новине спадају листови Хрватска ријеч на хрватском језику и магазин Старт, као и недељне новине Слободна Босна и БХ Дани.
Радио-телевизија Босне и Херцеговине је босанскохерцеговачки јавни ТВ сервис смештен у Сарајеву, а заједно са ФТВ-ом и РТРС-ом чини групу од три јавна емитера државе Босне и Херцеговине. Друге станице у граду су НРТВ „Студио 99”, НТВ Хајат, ОБН, ТВ Са, ТВ Алфа, Фејс ТВ, ТВ Вогошћа и др. Постоје и многе мање независне радио-станице, попут Радија М, РСГ радија, eFM студентског радија и Радија 202. Радио Слободна Европа, као и пар америчких и западно-европских станица, такође је доступан у граду.

## Спорт
Најпопуларнији спортови су фудбал, кошарка и рукомет. Спортски живот се првенствено одвија кроз два спортска друштва: СД Жељезничар и СД Босна. Оба друштва имају секције у више спортских грана. Међу великим бројем спортских колектива у граду се истичу фудбалски клубови Жељезничар и Сарајево, рукометни клубови Жељезничар и Босна, мушки кошаркашки клуб Босна и женски рукометни клуб Жељезничар. Град је био домаћин Зимских олимпијских игара 1984. године.

## Знаменитости града
Сарајево има добро очуван старим трговачки део града, популарном Башчаршијом, која је настала за периода османске владавине у Босни и Херцеговини. Овај део града обилује јединственим архитектонским остварењима османске градске архитектуре, међу којима су бројне поткуполне џамије, као и традиционалне форме оријенталне архитектуре попут конака, ханова и безистана. Након разарања током протеклог рата, Башчаршија је поново обновљена на општу радост Сарајлија и њихових гостију.

## Партнерски градови
Сарајево је побратим са следећим градовима:
- Баку
- Дејтон
- Колењо
- Ферара
- Магдебург
- Анкара
- Барселона
- Будимпешта
- Бурса
- Калгари
- Скандичи
- Ковентри
- Фридрихсхафен
- Инзбрук
- Истанбул
- Кувајт
- Мадрид
- Напуљ
- Прато
- Сер Шевалије
- Стокхолм
- Тирана
- Тјенцин
- Тлемсен
- Венеција
- Волфсбург
- Техеран
- Доха
- Скопље
- Триполи

Сарајево је пријатељ са следећим градовима:
- Београд
- Хирошима
- Бад Ишл
- Вуковар
- Конија
- Дубровник
- Каиро
- Солт Лејк Сити
- Љубљана
- Загреб